# Weather (Tycho)
Weather è il quinto album in studio del musicista statunitense Tycho, pubblicato nel 2019.
Nell'ambito dei Grammy Awards 2020 il disco ha ricevuto la candidatura nella categoria "miglior album dance/elettronico".

## Tracce
1. Easy – 3:27
2. Pink & Blue (featuring Saint Sinner) – 4:19
3. Japan (featuring Saint Sinner) – 3:18
4. Into the Woods – 4:02
5. Skate (featuring Saint Sinner) – 3:07
6. For How Long (featuring Saint Sinner) – 3:00
7. No Stress (featuring Saint Sinner) – 3:49
8. Weather – 4:14